# Alf Ross
Alf Niels Christian Ross (Copenhague, 10 de junio de 1899-17 de agosto de 1979) fue un jurista y filósofo del derecho danés, destacado exponente del realismo jurídico escandinavo. Su obra más influyente, On Law and Justice (1953), defendió una visión empírica del derecho, rechazando enfoques metafísicos y normativos. Propuso que las normas jurídicas deben analizarse a partir de su eficacia y aplicación real en la sociedad, en lugar de basarse en conceptos abstractos.
Alf Ross plantea que su filosofía del Derecho responde a dos influencias (Hans Kelsen y Axel Hägerström), tal como él lo admite:
Sobre Hans Kelsen: "Que me inició en la filosofía del Derecho, y me enseñó la importancia del pensamiento coherente".
Sobre Axel Hägerström: "Que me hizo ver la vacuidad de las especulaciones metafísicas en el campo del Derecho y de la Moral"

## Ross y la democracia
El filósofo escandinavo desarrolla la concepción de la democracia a partir del análisis de sus usos cotidianos, encontrándola en tres acepciones: una política (referida a una determinada forma de gobierno), una económica (relacionada con las decisiones gubernamentales, particularmente en clave socialista), y finalmente, un sentido más ampliamente humano (vinculado a la actitud o estilo de vida de no imponer un punto de vista). Ross se enfoca principalmente en la primera acepción; si bien considera que la tercera es plausible, rechaza emplear el término «democracia» para aludir a un orden económico, a pesar de sus inclinaciones socialistas.
Según él, la democracia en su acepción política se define comúnmente como «la forma de gobierno en la que el poder político (soberanía) pertenece en derecho a la totalidad de la población, y no meramente a una persona singular o a un grupo específico y limitado de personas». No obstante, esta definición tradicional le parece imprecisa y vaga. Ross argumenta que el gobierno no pertenece al «pueblo como totalidad», ya que en la práctica el poder político no reside efectivamente en toda la población, sino en grupos reducidos de individuos que ejercen el poder de manera desproporcionada. Asimismo, señala que no se entiende con claridad qué se entiende por «gobierno», sobre todo cuando se afirma que en una democracia este depende del pueblo en su totalidad. La falta de definición precisa de este término diluye la comprensión del concepto. Por último, Ross sostiene que es vago sostener que el poder político pertenece al «pueblo todo», ya que no queda claro cómo se articula la relación entre el pueblo y el ejercicio del poder, ni cómo se garantiza la representación de toda la población en el sistema político.
Por estas razones, Ross considera más apropiado concebir la democracia en términos de un ideal. De este modo, se tendría una democracia ideal (que resulta irrealizable) y una democracia real, esta última vinculada a la práctica política, que se ajusta a las condiciones concretas y limitaciones de los sistemas democráticos en la realidad.